# Departamento de Aguie
Aguié es un departamento situado en la región de Maradi, de Níger. En diciembre de 2012 presentaba una población censada de 245 996 habitantes. Está formado por las siguientes comunas o municipios, que se muestran asimismo con población de diciembre de 2012:
- Aguié 152,788
- Tchadoua 93,208[1]